# John D. Rockefeller
Idősebb John Davison Rockefeller (Richford, 1839. július 8. – Ormond Beach, 1937. május 23.) amerikai üzletember és olajmágnás. A Standard Oil alapítójaként és többségi tulajdonosaként a 19. század végén és a 20. század elején monopolizálta a kőolaj kitermelését és feldolgozását és eközben hatalmas (az Egyesült Államok GDP-jének 1,5%-nak megfelelő) vagyont halmozott fel. Ő volt az első amerikai milliárdos és a modern történelem egyik leggazdagabb embere.
16 évesen könyvelő asszisztens lett, és 20 éves korától több üzleti partnerségbe kezdett, üzletét a kőolajfinomításra összpontosítva. 1870-ben egyik alapítója a Standard Oil Worksnak, majd 1882-ben megalapította a Standard Oil Trust-öt, amely az egész amerikai (USA) petróleumipart magához ragadta, majd az amerikai vasipar vezetését szerezte meg. 1895-ben a fiára bízta vállalatai vezetését.
Alapítója a Chicagói Egyetemnek és 1901-ben megalapította az orvosi kutatások céljára a Rockefeller Intézetet (Egyetem).
Vagyona jelentős részét adakozásra fordította; elsősorban közoktatási (Chicagói Egyetem, Rockefeller Egyetem) és egészségügyi (mint a horogféreg-fertőzés és a sárgaláz elleni harc) célokra. Budapesten is építtetett közegészségügyi intézetet.
Random Reminiscences cím alatt az emlékiratait írta meg.

## Ifjúsága
John D. Rockefeller 1839. július 8-án született a New York állambeli Richford kisvárosban. Apja, az angol és német ősökkel rendelkező William Avery Rockefeller (1810–1906) szélhámos vándorkereskedő volt, aki különböző elixíreket és csodafőzeteket árult. Állandóan az országot járta, csavargott és családja csak ritkán látta. Felesége mellett viszonyt folytatott egy Nancy Brown nevű nővel, akitől legalább két lánya született.
John anyja az ír-skót származású, buzgó baptista Eliza Davison volt, aki gyakorlatilag egyedül nevelte hat gyerekét (akik közül John a második volt). A fiatal Johnt már korán befogta segíteni a háztartásban és különféle pénzkereseti feladatokat bízott rá: pulykát neveltek, burgonyával és édességgel kereskedtek, és John még kisebb összegeket is adott kölcsön kamatra a szomszédoknak.
Apja megtanította kereskedőtrükkjeire, sokszor a gyakorlatban; ahogy ő mondta: "Ott verem át a fiaimat, ahol csak tudom. Azt akarom, hogy agyafúrtak legyenek." William Rockefeller 1855-ben végkép elhagyta a családot (de feleségétől nem vált el) és William Levingston álnéven feleségül vette a kanadai Margaret L. Allent, így bigámiát követett el.
John kiskorában a család átköltözött Moravia városkába, 1851-ben Owegóba, 1853-ban pedig a Cleveland melletti Strongsville-be. Clevelandban járta ki a középiskolát (itt nyílt az első ingyenes középiskola az Allegheny-hegységtől nyugatra), majd a Folsom's Kereskedelmi Főiskolán elvégzett egy tízhetes könyvelői tanfolyamot.
Apja hiánya és a gyakori költözködések ellenére Johnból komoly, szorgalmas, jól viselkedő fiú lett. Kortársai visszafogott, lelkiismeretes, módszeres, diszkrét, vallásos fiatalemberként jellemezték. Pontosan fejezte ki magát és a vitákban sikeresnek mutatkozott. Nagyon szerette a zenét, és elképzelhetőnek tartotta, hogy zenész lesz.

## Pályafutása a Standard Oil előtt

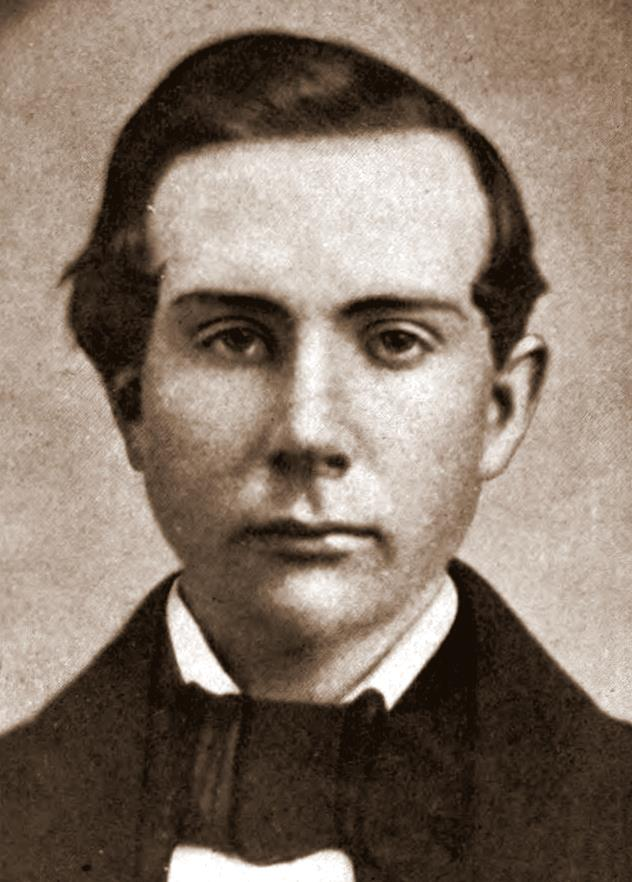
A 18 éves Rockefeller

A 16 éves Rockefeller 1855 szeptemberében megkapta első állását, a Hewitt & Tuttle kiskereskedő cégnél lett könyvelő. Jól és szorgalmasan dolgozott, különösen ügyesen végezte szállítási költségek könyvelését; ennek a későbbiekben hasznát vette. Fizetése napi 50 cent volt, három hónap alatt összesen 50 dollárt (mai árfolyamon ezer dollárt) kapott. Állítólag két nagy célja volt ekkor: hogy összegyűjtsön százezer dollárt (ma 30 millió) és, hogy száz évig éljen.
1859-ben maga is alapított egy viszonteladói céget, amihez Maurice Clark nevű üzlettársával közösen 4 ezer (ma százezer) dollárnyi tőkét tudtak összeszedni. A főleg nagybani élelmiszerkereskedéssel foglalkozó cég prosperált, minden évben nyereséget termelt. 1863-ban Cleveland ipari negyedében építettek egy olajfinomító üzemet. A finomító az Andrews, Clark & Company tulajdonában volt, amelyben Rockefelleren, Clarkon és annak két fivérén kívül Samuel Andrews vegyész volt társtulajdonos. Az olajipar ekkor még gyerekcipőben járt, főleg a szegényebbeknek készítettek a drága bálnaolajat kiváltó petróleumot.
Rockefeller bátyja, Frank harcolt az amerikai polgárháborúban, míg ő az üzleti ügyeit felügyelte. Nagyobb összegeket adományozott az északi kormány háborús céljaira. Ő maga támogatta a rabszolgák felszabadítását, Lincolnra szavazott és a nemrég alapított Republikánus Párt híve volt. Megfogalmazása szerint "Isten pénzt adott nekem" és nem érezte úgy, hogy szabadkoznia kellene azért, mert sok pénzt keres.
1865 februárjában 72 500 dollárért (ma 20 millió) kivásárolta a Clark fivérek részét, a cégük nevét pedig Rockefeller & Andrews-ra változtatta. Később úgy nyilatkozott "Ez volt az a nap, ami meghatározta a pályafutásomat." Ügyesen kihasználta a háború utáni ipari fellendülést, a vasutak és az olajüzemű gépek gyors elterjedését. Szükség esetén nagy hiteleket vett fel, a profitot visszaforgatta az üzletbe és gyorsan alkalmazkodott a változó gazdasági körülményekhez.
1866-ban John testvére, ifj. William Rockefeller újabb finomítót épített Clevelandben, amibe John is betársult. Egy évvel később újabb partner (Henry M. Flagler) csatlakozott és létrejött a Rockefeller, Andrews & Flagler cég. Sikerült a finomítás szinte minden melléktermékére piacot találniuk, rátették kezüket a szállításra is, a profitot visszaforgatták az üzlet fejlesztésébe és 1868-ra a társaságé volt a világ legnagyobb kapacitású olajfinomítója.

## A Standard Oil

### A kezdetek

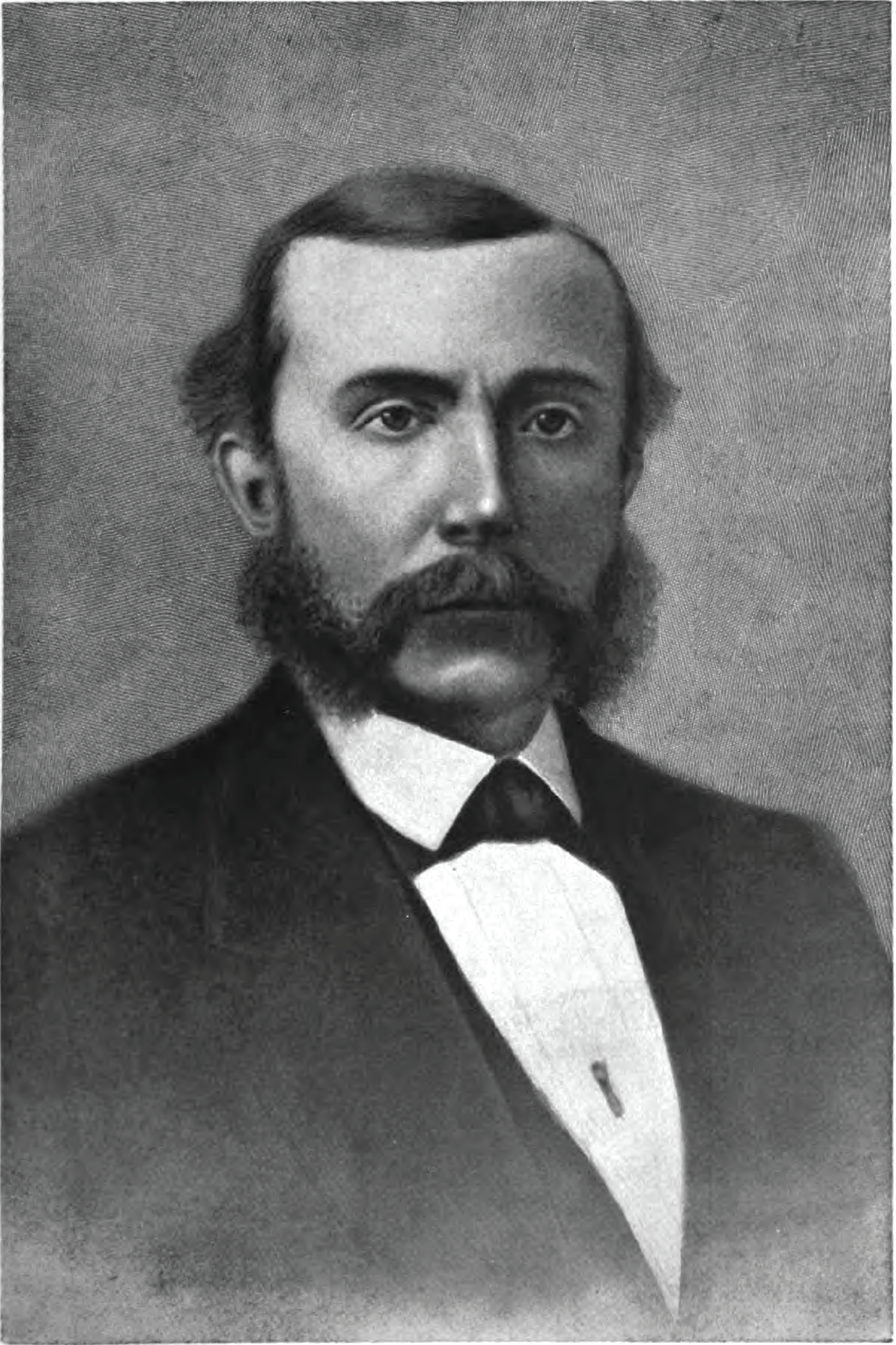
Rockefeller 1872-ben

Ekkorra Cleveland az amerikai olajipar egyik központjává nőtte ki magát (New York, a pennsylvaniai Pittsburgh és Pennsylvania északnyugati része mellett; utóbbi helyen bányászták a kőolaj túlnyomó részét). 1869-re a finomítók kapacitása háromszorosan haladta meg a piac igényeit és ez a fölösleg évekig megmaradt.
1870. január 10-én Rockefeller felszámolta a Rockefeller, Andrews & Flagler társulását és megalapította a Standard Oilt, amelyben ő volt a többségi részvényes. A cég hamarosan Ohio állam legjövedelmezőbb olajvállalata és az egész ország legnagyobb kőolajtermék-szállítójává vált. 1871-ben Rockefeller a South Improvement Company társaságon keresztül titkos kartellmegállapodást kötött az állam három legnagyobb vasúttársaságával, amelyben garantálta, hogy mindháromnak juttat szállítmányokat, cserébe árengedményt kapott tőlük, míg a többi olajvállalat termékeit a vasút emelt áron szállította és a szállítmányokról tájékoztatta a Standard Oilt. A paktum azonban hamarosan napvilágra került és a kisebb, független olajkutak tulajdonosai bojkottal és fizikai erőszakkal elérték a megállapodás felmondását. A sajtó is felkapta az ügyet és Rockefeller gátlástalanságáról cikkezett.
Rockefellert nem riasztotta vissza a kudarc és folytatta a konkurens termelők felvásárlását, a finomítási folyamat hatékonyságának javítását, a vasúttársaságok presszionálását és titkos megállapodások kötését. 1872-ben 26 clevelandi versenytársából 22-t magába olvasztott (ún. "clevelandi hódítás" vagy "clevelandi mészárlás"). 1874-re legnagyobb ellenfelei, a New York-i Charles Pratt és Henry H. Rogers (akik élen jártak a vasútkartell leleplezésében) is feladták a harcot és beleegyeztek cégeik egyesítésébe. Rogers később fontos szerepet játszott a Standard Oil Trust létrehozásában, Pratt fia pedig a cég titkára lett.
Rockefeller egyik taktikája az volt, hogy megmutatta versenytársának a Standard Oil költségvetését, hogy lássák a tőkeerejét, majd egy tisztességes ajánlatot tett a vállalatuk felvásárlására, hozzátéve, hogy ha elutasítják akkor csődbe juttatja és árverésen vásárolja fel őket. A Standard Oil horizontálisan és vertikálisan is terjeszkedett. Saját olajvezetékeket, olajszállító vagonokat vásárolt, és kiépítette a szállítási láncolatot egészen a fogyasztóig. Alacsonyan tartotta az olajtermékek árát, hogy tönkretegye a versenytársakat, és egyúttal minden háztartás számára elérhetővé tegye a petróleumot és egyéb finomítási terméket. Volt, hogy dömpingáron, az előállítási költség alatt árulta termékeit. Vegyészei több mint 300 különböző kőolaj-alapú terméket állítottak elő a festékektől és vazelintől a kátrányig és rágógumiig. Az 1870-es évek végére a Standard Oilé volt az USA kőolajfinomítási potenciáljának 90%-a, Rockefeller pedig milliomossá vált (az akkori egymillió ma 25 millió dollárnak felel meg).

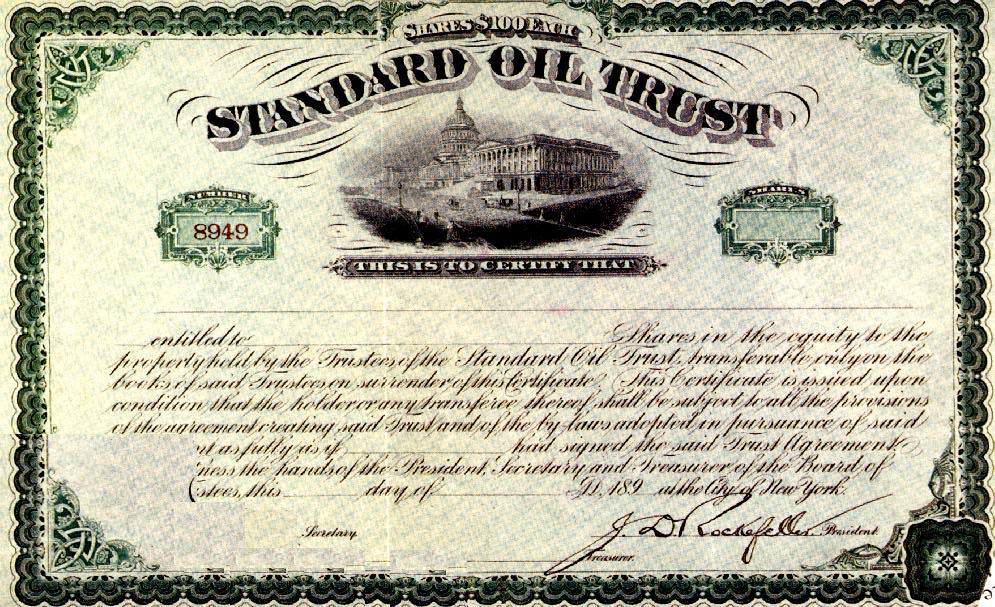
Standard Oil részvény 1896-ból

1877-ben Rockefeller úgy döntött, hogy a vasút helyett csővezetékekben fogják szállítani az olajat. Addigi legnagyobb vasúti partnerük, a Pennsylvania Railroad ezt úgy értelmezte, hogy a Standard Oil betette a lábát a szállítmányozás területére és visszavágott: olajfinomítókat és csővezetékeket kezdett vásárolni. A Standard Oil bojkottálta a vállalatot és más vasúti társaságok segítségével leszorította a teherfuvarozás árát. A Pennsylvania Railroad végül feladta a harcot és eladta olajérdekeltségeit Rockefellernek. Az eset azonban felkeltette a kormányzat érdeklődését és 1879-ben Pennsylvania állam feljelentette a Standard Oilt az olajkereskedelem monopolizálása miatt.

### A monopólium
A Standard Oil fokozatosan lefedte a kőolajtermékek gyártásának és szállításának teljes egészét. A korábbi nagykereskedőket és bizományosokat megkerülve kiépítette a saját ellátási hálózatát. Az integrált gyártás és értékesítés jelentősen növelte a hatékonyságot és a vállalat csökkenteni tudta a termékek árát (a petróleum ára pl. 80%-kal csökkent a cég működése alatt). Az árelőnyt azonban a versenytársak agresszív tönkretételére használták fel, a vele barátságtalan cégek számára drágábban adtak el és titkos szállítási megállapodásokat kötöttek. A monopólium létrehozása miatt a Standard Oilt egész fennállása alatt folyamatosan támadták az újságírók és a politikusok, módszerei pedig nagy lökést adtak a trösztellenes törvények létrehozásában. A New York World szerint a Standard Oil "a legkönyörtelenebb, arcátlanabb, kegyetlenebb és mohóbb monopólium, amely valaha is rátelepedett az országra".
Abban az időben az USA államainak törvényei jelentősen eltérhettek egymástól és nehézségekbe ütközött a vállalatok több államra kiterjedő működése. Emiatt Rockefellernek több tucat kisebb cég volt a birtokában, amelyek mind csak egy-egy államban működtek. A cég terjeszkedésével ez a módszer egyre nehézkesebbé vált és 1882-ben a Standard Oil jogászai kidolgoztak egy új formációt a cégcsoport centralizálására, így megszületett a Standard Oil Trust. A tröszt 41 céget egyesített, amelyeket kilenc igazgatósági tag (trustee), köztük Rockefeller irányított. A közvélemény bizalmatlan volt a hatalmas gazdasági erőt koncentráló új vállalati forma iránt, ami csak fokozódott, ahogyan a többi iparág is átvette a módszert. A Standard Oil legyőzhetetlennek látszott, olyan cégnek, amely minden versenytársát, kritikusát, politikai ellenfelét legyűri. A Standard Oil lett a világ legnagyobb, leggazdagabb, legfélelmetesebb vállalata, amely látszólag fölötte állt a gazdaság hullámzásainak és minden évben képes volt profitot termelni.

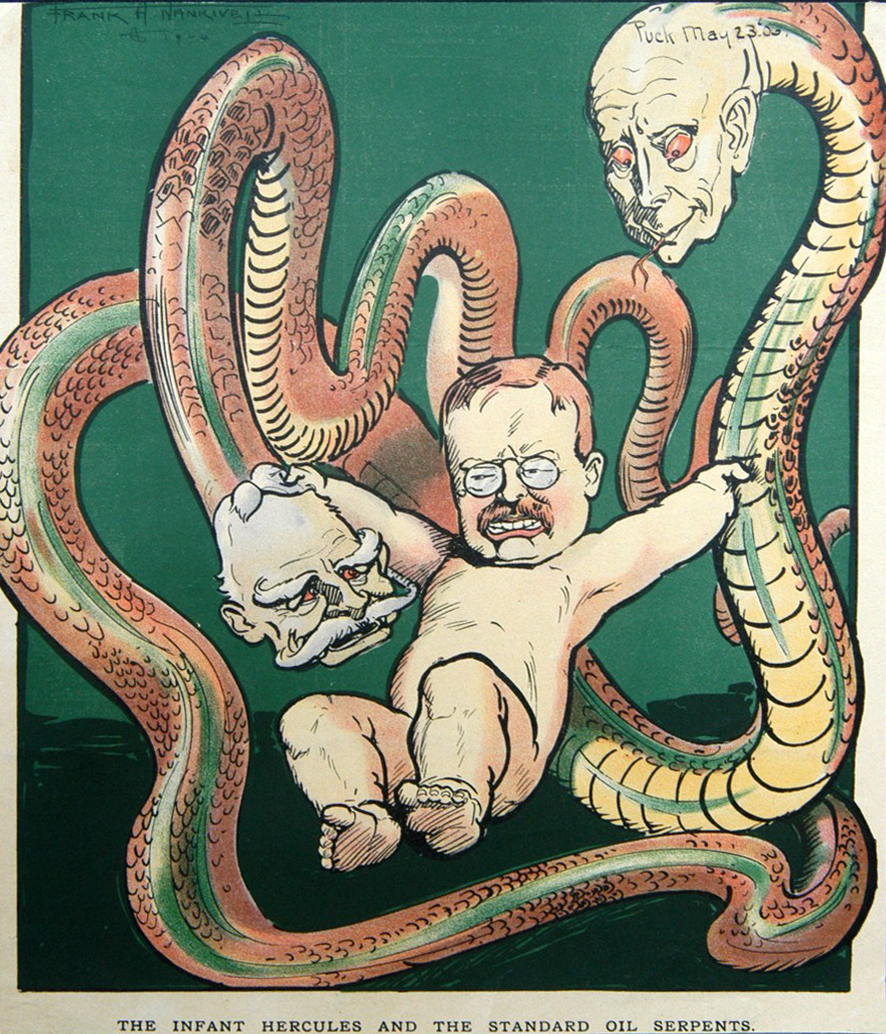
Theodore Roosevelt harca a Standard Oillal (1906-os karikatúra)

Az amerikai óriáscég 20 ezer olajkutat, 6 ezer km-nyi vezetéket, 5 ezer olajszállító vagont birtokolt és alkalmazottai száma meghaladta a 100 ezret. Volt idő, amikor a világ olajfinomítókapacitásának 90%-át birtokolta, bár a 19. század végén 80% körülire mérséklődött. Az 1880-as években állt hatalmának csúcsán, utána piaci részaránya fokozatosan csökkent. Rockefeller is feladta álmát, hogy a világ teljes kőolajtermelését monopolizálja, nem utolsósorban a közvélemény ellenérzései miatt.
Az 1880-as években a világ kőolajkitermelésének 85-%-át Pennsylvania adta, de gyorsan nőni kezdtek Oroszország bakui olajmezői és egyéb ázsiai kutak hozamai is. A bakui kutak kitermelését és Európába szállítását a svéd Robert Nobel (Alfred Nobel testvére) szervezte meg, ő építtette a világ első tankerhajóját is. A jövedelmező vállalkozás finanszírozását a Rothschild család párizsi ága végezte. Jáván és Burmában is újabb olajmezőket fedeztek fel, ill. a villanykörte felfedezése és fokozatos elterjedése is veszélyeztette a Standard Oil profitját. A cég azonban rugalmasan alkalmazkodott a változó környezethez, belekezdett a földgáz kitermelésébe és egyre erősödő piacot jelentett az automobilokba való benzin is, ami addig nehezen értékesíthető mellékterméknek számított.
A Standard Oil New Yorkba, a Broadway 26. szám alá költöztette központját, Rockefeller pedig a többi iparmágnás (mint pl. William Henry Vanderbilt, Cornelius Vanderbilt elsőszülött fia) lakhelyének közelében vásárolt házat. A személyét ért fenyegetések és az adományokért való könyörgések ellenére minden nap tömegközlekedéssel járt be az irodájába.
1890-ben az amerikai kongresszus megszavazta a Sherman-féle trösztellenes törvényt, amely alapján már 1892-ben Ohio állam kényszerítette a Standard Oil-t, hogy önállósítsa ohiói leányvállalatát. Hosszú távon ez a törvény vezetett a cégcsoport felbontásához.
Az 1890-es években Rockefeller terjeszkedni kezdett a vasérc- és ércszállítási ágazatban, ami miatt konfliktusba került Andrew Carnegie acélmágnással; emellett Ohio, Indiana és Nyugat-Virginia államokban továbbra is felvásárolta a nyersolajtermelő vállalatokat. A terjeszkedés ellenére Rockefeller elkezdte előkészíteni visszavonulását. A tröszt vezetését átadta John Dustin Archboldnak és New Yorktól északra építtetett egy tágas vidéki kastélyt, ahol golffal és biciklizéssel tölthette idejét. 1902-ben, 63 évesen ténylegesen visszavonult, ekkor – miután vasipari érdekeltségeit részvényekért cserébe eladta az U.S. Steel-nek – teljes vagyona elérte a 200 millió dollárt (az USA teljes GDP-je ekkor 24 milliárd volt).

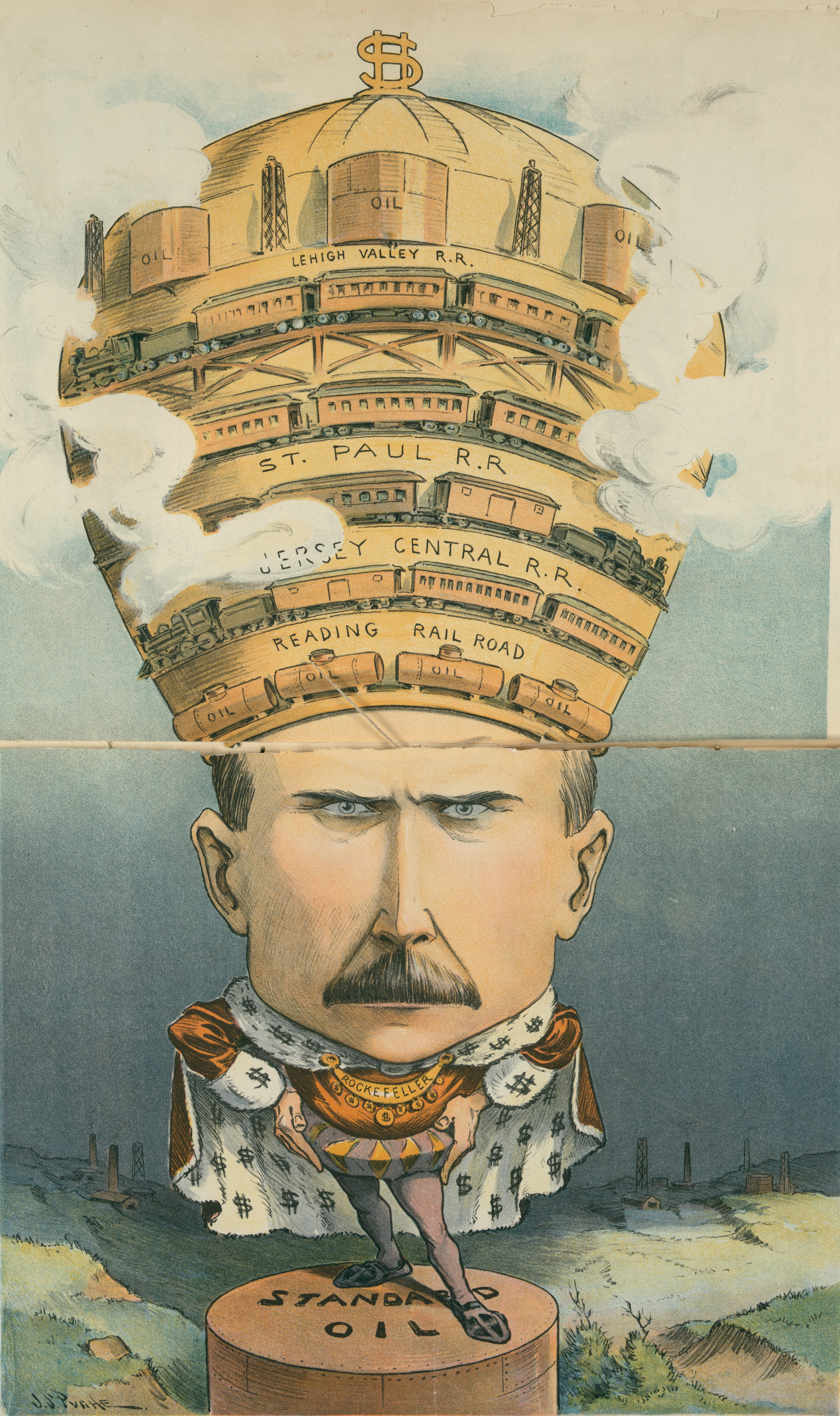
Rockefeller, az ipar császára (karikatúra)

1904-ben jelentős támadás érte a Standard Oil-t. Ida Tarbell újságíró megjelentette A Standard Oil Company története c. könyvét, amelyben a nagyközönség tudomására hozta a társaság gazdasági visszaéléseit, ipari kémkedéseit, tisztességtelen üzleti módszereit és törvénykikerüléseit.
Az ismétlődő jogi támadások miatt Rockefeller és fia 1909-ben az új törvényeknek megfelelően a trösztöt holdinggá (olyan céggé, amely nem végez termelői tevékenységet, csak más vállalatok részvényeit birtokolja) alakították át. Ennek ellenére 1911-ben a Legfelsőbb Bíróság kimondta, hogy a Standard Oil működése sérti a trösztellenes törvényt és elrendelte 34 független társaságra való szétbontását. Az újonnan létrejövő vállalatok között olyanok voltak, mint a Standard of California (ma Chevron) vagy a Standard of New Jersey (Exxon, ma ExxonMobil). A létrejövő cégek részvényeinek 25%-a továbbra is Rockefeller tulajdonában maradt. A Standard Oil szétbontása hosszú távon rendkívül jó üzletnek bizonyult a számára, mert tíz év alatt a cégek értéke ötszörösére nőtt, Rockefeller személyes vagyona pedig így meghaladta a 900 millió dollárt.
1913-ban a család (névlegesen ifjabb John D. Rockefeller) tulajdonában lévő coloradói szénbányákban sztrájk kezdődött. 1914. április 20-án a kirendelt Nemzeti Gárda és az 1200 sztrájkoló bányász között fegyveres összetűzés kezdődött, amelyben kb. 20 (19-26 a különböző források szerint) ember meghalt, köztük két nő és tizenegy gyerek egy sátorban égtek halálra. A ludlowi mészárlás ismét a család ellen hangolta a közvéleményt. Rockefeller eleinte próbálta bagatellizálni az esetet és tagadta felelősségüket a tragédiában.

## Jótékonysági tevékenysége
A baptista Rockefeller a kezdetektől fogva jótékony (főleg vallási) célokra adta jövedelme egy részét. Már 16 évesen, könyvelőként 6%-ot szánt erre a célra, ami 20 éves korában 10%-ra nőtt. Ahogyan vagyona nőtt, úgy növekedtek adományai is, főleg oktatási és közegészségügyi célokra (de tudományos és művészetire is) adott nagyobb összegeket.
1884-ben az ő adománya tette lehetővé az atlantai Spelman College megnyitását, amely fekete nők főiskolai oktatását tűzte ki maga elé. A főiskola legrégebbi épületét ma is Rockefeller Hallnak hívják. 80 millió dollárt adott a Chicagói Egyetemnek, aminek következtében a kis baptista főiskola 1900-ra világszínvonalú intézménnyé nőtte ki magát. Jelentős összegekkel támogatta a baptista hittérítői tevékenységet és az első ázsiai baptista egyetem megalapítását a Fülöp-szigeteken.
1901-ben New Yorkban létrehozta a Rockefeller Orvosi Kutatóintézetet (1965 óta Rockefeller Egyetem). Az intézet közvetve vagy közvetlenül 23 Nobel-díjas tudós kutatásainak adott otthont. Az általa 1909-ben alapított Rockefeller Egészségügyi Bizottság erőfeszítései révén sikerült megszüntetni az USA-ban a horogféreg-fertőzést. A Rockefeller által finanszírozott Általános Oktatási Bizottság tehetséges fiatalok egyetemi továbbtanulásához adott ösztöndíjakat, amivel forradalmasította az amerikai orvosképzést.
1913-ban közel 250 millió dolláros tőkével megalapította Rockefeller Alapítványt, amely részben átvette korábbi jótékonysági szervezetei oktatás- és egészségügyfejlesztő tevékenységét. Az általa jótékony célra fordított teljes összeget 550 millió dollárra becsülik.

## Családja

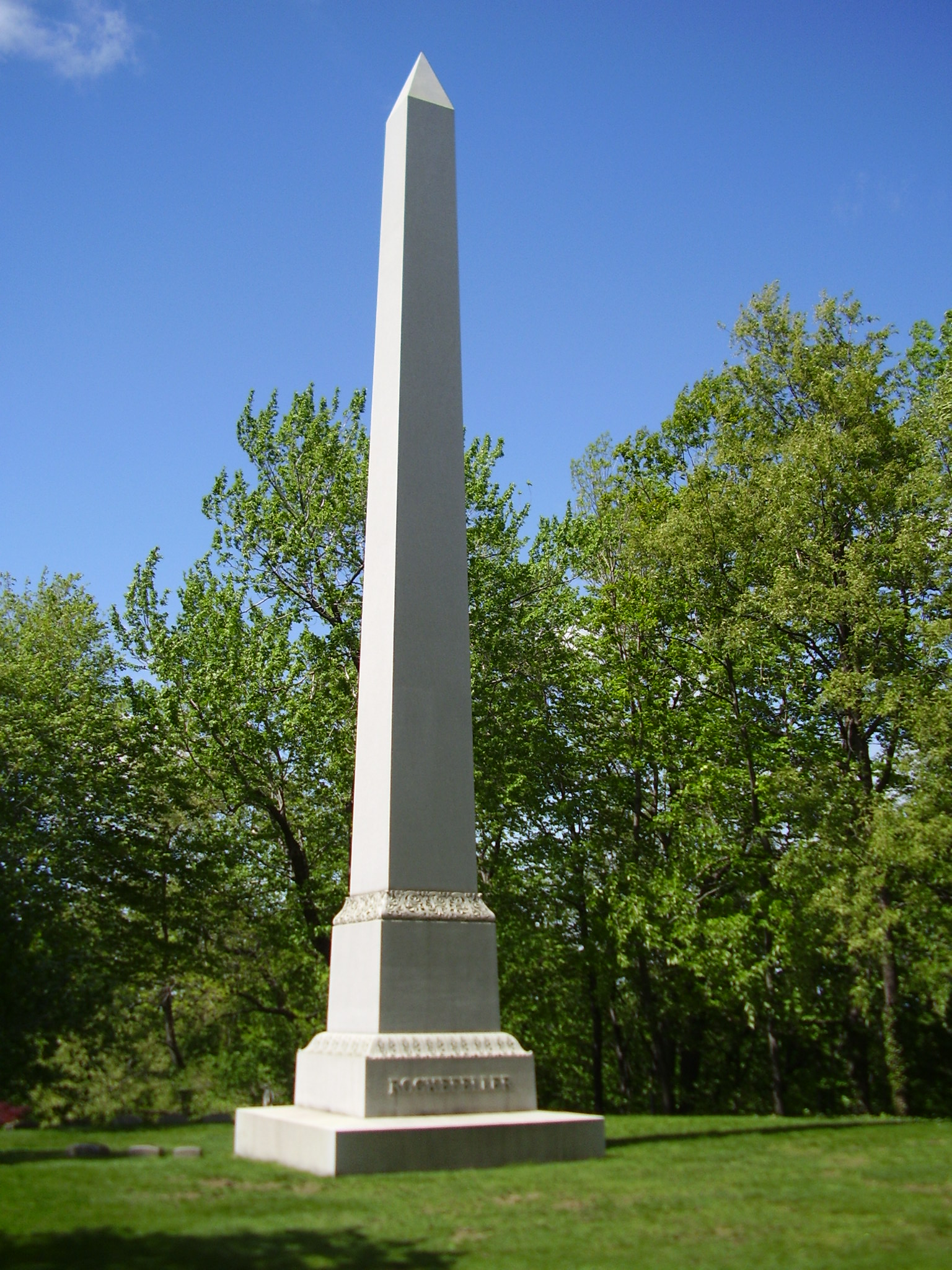
Rockefeller sírja a clevelandi Lake View Cemetery-ben

A Rockefellerek német őse a Rajna-vidékről vándorolt ki Amerikába 1723-ban. Eredeti nevük Rockenfeld ("köves mező") volt.
Rockefeller 1864-ben vette feleségül Laura Celestia Spelmant. Négy lányuk és egy fiuk született:
- Elizabeth Rockefeller (1866. augusztus 23. – 1906. november 14.)
- Alice Rockefeller (1869. július 14. – 1870. augusztus 20.)
- Alta Rockefeller (1871. április 12. – 1962. június 21.)
- Edith Rockefeller (1872. augusztus 31. – 1932. augusztus 25.)
- ifjabb John D. Rockefeller (1874. január 29. – 1960. május 11.)

Az olajmágnás John D. Rockefeller által felhalmozott vagyon a legbefolyásosabb amerikai családok körébe emelte leszármazottait. Unokája, David Rockefeller húsz éven át volt az egyik vezető New York-i bank, a Chase Manhattan (ma a JPMorgan Chase része) vezérigazgatója. Másik unokája, Nelson Rockefeller New York állam republikánus kormányzója volt és Gerald Ford idején az USA alelnöke. A harmadik unoka, Winthrop Rockefeller Arkansas republikánus kormányzója volt. Dédunokája, Jay Rockefeller 1985 és 2015 között volt Nyugat-Virginia demokrata szenátora. Másik dédunokája, Winthrop Paul Rockefeller tíz éven át viselte Arkansas kormányzóhelyettesének tisztét.

## Halála
Rockefeller az ötvenes éveiben egyre többet szenvedett az emésztési panaszaitól és depressziós időszakai is voltak. Az 1890-es években elkezdett hullani a haja és 1901-re teljesen kopasz lett, ezért parókát viselt. Súlyos érelmeszesedése miatt halt meg 1937. május 23-án, két hónappal 98. születésnapja előtt, floridai házában. Clevelandben temették el. Halálakor összvagyonát 1,4 milliárd dollárra becsülték (az USA GDP-je ekkor 92 milliárd volt).

## Fordítás
- Ez a szócikk részben vagy egészben  a   John D. Rockefeller című angol Wikipédia-szócikk ezen változatának fordításán alapul.  Az eredeti cikk szerkesztőit annak laptörténete sorolja fel. Ez a jelzés csupán a megfogalmazás eredetét és a szerzői jogokat jelzi, nem szolgál a cikkben szereplő információk forrásmegjelöléseként.